# Phascolion sandvichi
Phascolion sandvichi är en stjärnmaskart som beskrevs av Murina 1974. Phascolion sandvichi ingår i släktet Phascolion och familjen Phascoliidae. Inga underarter finns listade i Catalogue of Life.